# Miswāk

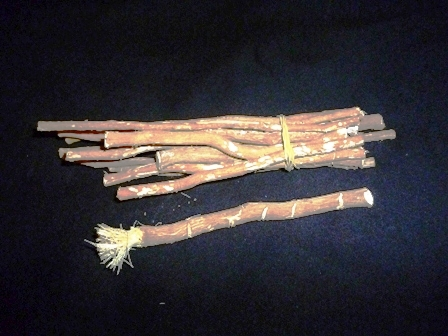
Miswak

Miswāk (arabisch المسواك, DMG miswāk, Plural: masāwīk), auch Siwāk, bezeichnet einen Zweig, eine Knospe oder ein Wurzelstück des Zahnbürstenbaumes (Salvadora persica), das zur Reinigung der Zähne verwendet wird. Der Miswak ist eine traditionelle Form der Zahnbürste, die in der arabischen Welt und unter verschiedenen Namen in vielen anderen islamischen Ländern von Nordafrika bis Südostasien verbreitet ist. Der etwa 20 Zentimeter lange Zweig wird an einem Ende solange angekaut, bis eine Art Bürste entsteht.

## Verbreitung und Verwendung
Die Tradition von angekauten Zweigen zur Zahnpflege lässt sich bis zu den Babyloniern in die Mitte des 4. Jahrtausends v. Chr. zurückverfolgen. Der Zahnbürstenbaum wächst in den Wüsten Arabiens, Ostafrikas und Vorderasiens und vereinigt die Eigenschaften von Zahnbürste und Zahnpasta. Er enthält von Natur aus zahnschützende und -putzende Stoffe. Es wird für die Zahnreinigung mit dem Miswak kein Wasser und keine Zahnpasta benötigt. Ein Zweig wird abgeschnitten und ein Ende solange gekaut, bis es so ausgefranst ist, dass es eine Bürste bildet. Anschließend werden damit die Zähne geputzt, wobei die abbrechenden Holzstücke ausgespuckt werden. Diese Zahnhölzer dienen zum Reinigen der Zähne, als Zungenschaber und zur Massage des Zahnfleisches.
Der Miswak besitzt einen Fluoridgehalt von 8 bis 22 ppm und wird schon seit dem Altertum zur Zahnreinigung verwendet. Die Verwendung fasrig gekauter Zweige wurde schon im altindischen Gesetzbuch des Manu erwähnt und in der berühmten altindischen Sammlung medizinischen Wissens Sushruta (etwa 400 n. Chr.) empfohlen.
In der islamischen Welt spielt der Miswak eine große Rolle. Er wird zwar nicht im Koran erwähnt, jedoch soll ihn Mohammed nach der Hadithliteratur regelmäßig verwendet haben. In der Zwölfer-Schia gilt die Verwendung des Siwāk als empfohlen (mandūb). Mitglieder der sunnitischen Tablighi Jamaat sind in Indien häufig an ihrem weißen Gewand Salwar Kamiz, schwarzen Ledersocken (khufein), die Mohammed getragen haben soll, einem Miswak in der Hand und gelegentlich einem Gebetsfleck auf der Stirn erkennbar.
Die in Deutschland erhältlichen Muster werden meist aus Pakistan importiert. Einige Hersteller schrauben sie auf Zahnbürstengriffe, um den Gewohnheiten der abendländischen Benutzer besser entgegenzukommen, aber auch um einen besseren Reinigungserfolg der hinteren Zahnreihen zu ermöglichen.

## Zahnpflegende Inhaltsstoffe
Inhaltsstoffe der Miswak sind Fluoride, Calciumsalze (beide geeignet zur Zahnkariesprophylaxe) und Silicium (zur Festigung von Zähnen). Weitere Inhaltsstoffe sind Tannine, Saponine, Vitamin C, Flavonoide und Chloride.

## Andere Holzarten
Auch aus anderen Hölzern werden Zahnputzstäbchen gefertigt. In der westlichen Sahara sind dies Maerua crassifolia (Familie der Kaperngewächse), ein verholzter Busch, dessen bitter schmeckende Blätter gegessen werden können. In Mauretanien heißt er auf Hassania atīle (Pl. atīl). Salvadora persica heißt dort tiǧṭaīye (Pl. tiǧǧet). Ebenfalls verwendet werden in dieser Region Commiphora africana (Familie der Balsambaumgewächse, adreṣaīe, Pl. adreṣ) und Wüstendattel (Balanites aegyptiaca, hassania tišṭāye, Pl. tišṭāy, teīšeṭ). Im südlichen Burkina Faso wird auch Zanthoxylum zanthoxyloides verwendet. In Indien dienen Zweige des Neembaums zum Zähneputzen. In Malaysia und Indonesien heißen Zahnputzstäbchen, die früher besonders nach dem Genuss von Betel verwendet wurden, malaiisch kayu sugi.